# De man met de camera

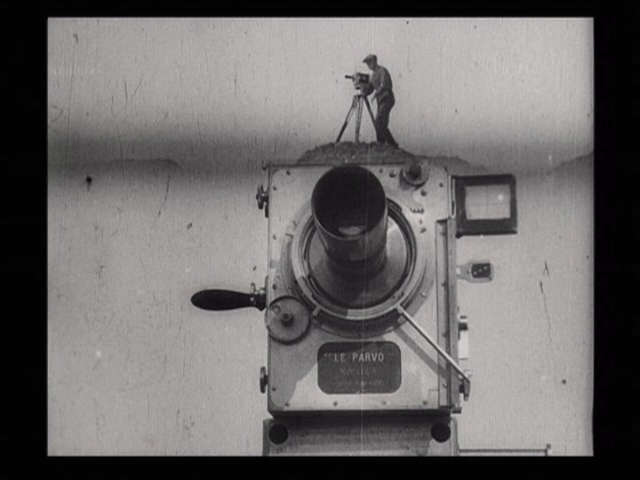
Scène uit 'De man met de camera

De man met de camera (Russisch: Человек с киноаппаратом, Tsjelovek s kinoapparatom ; Oekraïens: Людина з кіноапаратом, Ljoedyna z kinoaparatom) is een stomme documentaire uit 1929, geregisseerd door Dziga Vertov. Hij toont een dag uit het leven in een grote Russische stad, van de vroege ochtend tot de late avond, door de ogen van een cameraman (Vertov's broer Michail Kaufmann) die alles filmt. De man met de camera wordt vaak gezien als een experimentele tussenstap tussen de periode van de stomme film en de geluidsfilm. De film diende als inspiratie voor Godfrey Reggio in zijn film Koyaanisqatsi uit 1982, waarbij Reggio vele technieken uit de film overnam.
In 2014 werd de film door de lezers van de Engelse filmtijdschrift Sight & Sound gekozen tot de beste documentaire aller tijden.